# 建国路街道
建国路街道，是中华人民共和国新疆维吾尔自治区昌吉回族自治州昌吉市下辖的一个乡镇级行政单位。

## 行政区划
建国路街道下辖以下地区：
乾居园社区、锦绣社区、南五一村、南五二村、小三四工一村、小三四工二村、八工一村、六工庙村、中沟一村和中沟二村。